# Bitwa morska pod Korakesion
Bitwa morska pod Korakesion – starcie zbrojne, które miało miejsce w roku 67 p.n.e.
Po nieudanej kampanii antypirackiej Marka „Creticusa” Antoniusza (ojciec późniejszego triumwira) w roku 74 p.n.e. senat rzymski podjął decyzję o ostatecznej rozprawie z piratami. W roku 67 p.n.e. trybun ludowy Aulus Gabiniusz wniósł projekt ustawy o zwalczaniu piractwa (Lex Gabinia). Na koszty nowej wojny przeznaczono ogromne środki pieniężne. Na czele wielkiej floty liczącej 200 okrętów i kilkadziesiąt tysięcy ludzi stanął Pompejusz, który rozpoczął działania skierowane przeciwko skupiskom piratów w akwenie Morza Śródziemnego. Doszło do wielu mniejszych potyczek i bitew z rozproszonymi eskadrami pirackimi, zakończonymi zniszczeniem floty pirackiej. Największy opór stawili piraci cylicyjscy. W stoczonej w roku 67 p.n.e. bitwie morskiej pod Korakesion flota piracka została całkowicie rozbita. 
Po tej klęsce piraci ograniczyli swoje działania do obrony własnych twierdz na lądzie, które ostatecznie wpadły w ręce Rzymian. Łącznie w walkach toczonych na morzu zginęło 10 tysięcy piratów a do niewoli trafiło 20 tysięcy. Rzymianie zdobyli 120 miast i twierdz pirackich, zdobywając 400 okrętów i paląc 1300. W zajętych twierdzach Pompejusz zdobył wielkie skarby oraz magazyny zrabowanych towarów. Po kampanii Pompejusza piraci już nigdy nie odzyskali dawnej potęgi. W niewielkim stopniu piractwo odrodzi się jeszcze w czasie wojen domowych.

## Literatura
- Tadeusz Łoposzko: Starożytne bitwy morskie, Wydawnictwo Morskie, Gdańsk 1992.